# 王富玉
王富玉（1952年8月—），河南唐河人，回族，1976年1月参加工作，1974年6月加入中国共产党，在职研究生学历，管理学博士。第十二届全国政协委员。曾任贵州省政协主席。

## 生平
1973年10月至1976年1月在长沙冶金工业学校采矿专业学习。1976年1月至1979年6月任冶金部华北冶金矿建公司组织部科员；1979年6月至1982年9月任河北省委组织部科员；1982年9月至1986年9月先后任河北省委办公厅秘书、副处级秘书；1986年9月至1989年4月先后任河北省获鹿县委副书记、县长、县委书记；1989年4月至1991年7月任河北省石家庄市副市长。
1991年7月至1993年6月任海南省海口市副市长；1993年6月至1994年5月任海南省海口市委常委、副市长；1994年5月至1995年1月任海南省琼山市委书记、市长；1995年1月至1998年2月任海南省瓊山市委书记、市长，明确为正厅级（1992年9月至1995年10月在华中理工大学经济管理学院社会学系应用社会学专业攻读硕士研究生）；1998年2月至2002年4月任海南省委常委、三亚市委书记、三亚警备区党委第一书记（1996年9月至1999年7月在华中理工大学工商管理学院管理科学与工程专业攻读博士研究生）；2002年4月至2002年5月任海南省委副书记、三亚市委书记、三亚警备区党委第一书记；2002年5月至2004年12月任中共海南省委副书记、海口市委书记、海口警备区党委第一书记。在海南任职期间，曾大力推进三亚市和海口市的建设，被海南民间称为“造市高手”。
2004年12月至2007年11月任中共贵州省委副书记，2007年11月至2012年1月任贵州省委副书记、贵州预备役步兵师党委第一书记；2012年1月至2012年4月任贵州省委副书记、省政协副主席、贵州预备役步兵师党委第一书记；2012年4月至2013年1月任贵州省政协副主席；2013年1月起任贵州省政协主席、党组书记。2018年1月卸任退休。
王富玉是十一届贵州省委委员、十届贵州省政协委员。

## 被查
2021年2月，涉嫌严重违纪违法，接受中央纪委国家监委纪律审查和监察调查。成为继张琦、童道驰之后第三名落马的三亚市委原书记。8月16日，遭到开除党籍处分。
2021年11月30日，天津市第一中级人民法院一审公开开庭审理王富玉受贿、利用影响力受贿一案。天津市人民检察院第一分院起诉指控：1995年至2021年，王富玉利用职务上的便利，以及职权、地位形成的便利条件，为有关单位和个人谋取利益，非法收受上述单位和个人给予的财物，共计折合人民币4.34亿余元。2019年至2020年，王富玉离职后还利用影响力收受他人给予的财物，共计折合人民币1735万余元。王富玉进行了最后陈述并当庭表示认罪悔罪。法庭没有当庭宣判。他是中共十八大以来首个被控利用影响力受贿罪的省部级落马官员。
2022年1月17日，天津市第一中级人民法院一审公开宣判，对被告人王富玉以受贿罪判处死刑，缓期二年执行，剥夺政治权利终身，并处没收个人全部财产；以利用影响力受贿罪判处有期徒刑八年，并处罚金人民币一百万元，决定执行死刑，缓期二年执行，剥夺政治权利终身，并处没收个人全部财产。同时，对王富玉受贿所得及收益和用于抵缴受贿所得的财物依法予以没收，上缴国库。王富玉当庭表示服从法院判决，不上诉。天津市第一中级人民法院认为，王富玉受贿数额特别巨大，犯罪情节特别严重，社会影响特别恶劣，给国家和人民利益造成特别重大损失，论罪应当判处死刑。鉴于其自动投案，如实供述办案机关已掌握的部分受贿犯罪事实，主动交代办案机关尚未掌握的利用影响力受贿和绝大部分受贿犯罪事实，系自首，价值480万余元房产尚未实际取得，属于犯罪未遂，且其能够认罪悔罪、积极退赃，违法所得及收益全部追缴到案，具有法定、酌定从轻处罚情节，对其所犯受贿罪判处死刑，可不立即执行，对其所犯利用影响力受贿罪予以从轻处罚。